# Elisabeth Tiller
Elisabeth Tiller (* 1964) ist eine deutsche Romanistin.

## Werdegang
Tiller studierte Komparatistik, französische und italienische Philologie an der LMU München. 1994 promovierte sie in Tübingen und arbeitete im Anschluss zunächst fünf Jahre in Architekturbüros. Seit 1998 ist sie dem Institut für Romanistik der TU Dresden verbunden, wo sie sich 2009 habilitierte. Nach Vertretungs- und Gastprofessuren in Mannheim, Graz und Dresden ist sie seit 2014 Professorin für Italienische Literatur- und Kulturwissenschaft an der TU Dresden.
Seit 2017 ist Elisabeth Tiller Teilprojektleiterin am SFB 1285 Invektivität. Konstellationen und Dynamiken der Herabsetzung, seit 2020 auch Mitglied des SFB-Vorstandes. Zudem ist sie Gleichstellungsbeauftragte des Bereichs Geistes- und Sozialwissenschaften der TU Dresden.

## Forschung
Tillers Forschungsinteressen sind: Fiktionalität und Faktualität; Migration in Literatur und Film; Gegenwartsliteratur; Frühneuzeitforschung; Gender Studies; Literatur-, Kultur- und Wissensgeschichte sowie Raumtheorie und Stadtdiskurse.

## Publikationen (Auswahl)
- Frau im Spiegel: Die Selben und die Andere zwischen Welt und Text – von Herren, Fremden und Frauen, ein 16. Jahrhundert. 2 Bde. Peter Lang, Frankfurt/Main 1996, ISBN 3-631-49429-7.
- Mit Christoph Oliver Mayer (Hrsg.): RaumErkundungen. Einblicke und Ausblicke. Winter, Heidelberg 2011, ISBN 3-825-35804-6.
- Mit Sabine Schrader: Agency und Invektivität in zeitgenössischen italienischen Migrationserzählungen: Kino und Literatur. PhiN-Beiheft 20. Berlin 2020.
- Mit Roswitha Böhm (Hrsg.): Die mediale Umwelt der Migration: Kulturelle Aushandlungen im 20. und 21. Jahrhundert. Transcript, Bielefeld 2021, ISBN 978-3-8376-4390-9.